# Mini Tsai
 (juillet 2020).
Si vous disposez d'ouvrages ou d'articles de référence ou si vous connaissez des sites web de qualité traitant du thème abordé ici, merci de compléter l'article en donnant les références utiles à sa vérifiabilité et en les liant à la section « Notes et références ».
Mini Tsai (蔡黃汝) est une actrice, animatrice, et chanteuse taïwanaise, née le  15 novembre 1987 à Nouveau Taipei, Taiwan.

## Filmographie

### Séries télévisées
- 2013 : Lucky Touch CTS
- 2013 : K Song Lover CTS
- 2015 : The Four Horsemen iQIYI
- 2015 : Pisces FTV
- 2015 : IHero CTV
- 2015 : The New World TTV
- 2017 : See You in Time TTV
- 2017 : The Masked Lover TTV
- 2019 : Crime Scene Investigation Center 2 CTV
- 2020 : Young Days No Fears SETTV

### Cinéma
- 2012 : Silent Code
- 2013 : The Harbor
- 2014 : Kiasu
- 2015 : Lion Dancing 2